# Neolygus populi
Neolygus populi is een wants uit de familie van de blindwantsen (Miridae). De soort werd het eerst wetenschappelijk beschreven door Dennis Leston in 1957.

## Uiterlijk
De langwerpig ovale groene wants kan 6 tot 6,5 mm lang worden en is altijd langvleugelig. De kop, het halsschild en het scutellum zijn groen, langs het schildje achteraan het halsschild en aan de binnenhoek van de uiteinden van de voorvleugels wat donkerder groen. Het lichaam is fijn behaard. Het doorzichtige deel van de vleugels is bruin. De antennes zijn korter dan die van de twee andere 
Nederlandse Neolygus-soorten. Het eerste segment is groen, het tweede geel en de rest van de antennes is bruin. De pootjes zijn ook groen met uitzondering van twee donkere ringen op de achterdijen. Op de schenen heeft de wants zwarte punten waar bruine stekeltjes uit komen.   

## Leefwijze
De soort kent één generatie per jaar en overwintert als eitje. Van mei tot september zijn de wantsen te vinden op populieren zoals grauwe abeel (Populus ×canescens), ratelpopulier (Populus tremula) en witte abeel (Populus alba) waar ze sap drinken uit de knoppen.

## Leefgebied
De soort is zeldzaam in Nederland maar komt over het hele land voor langs bosranden en in parken en tuinen in West-Europa waar de waardplant groeit.